# Стадниченко, Таисия Максимовна
Таисия Максимова Стадниченко (англ. Tasia Maximova Stadnichenko; 9 октября 1894, Таганаш, Джанкойский район — 26 ноября 1958, Вашингтон) — русский и американский учёный-геолог и геохимик. Известна изучением распределения химического элемента германия и содержании редкоземельных элементов в угле и золе.

## Биография
Родилась 9 октября 1894 года в Таганаше, Крым
Училась в Петроградском университете.
Работала в Геологическом комитете в Санкт-Петербурге, затем член Дальневосточной секции Геолкома.
В 1918 году работала переводчиком в русской миссии во время Первой мировой войны.
В 1922 году осталась в США во время командировки.
Преподавала в Университете Иллинойса и в качестве профессора в колледже Вассар (1922—1935).
В 1923 году была среди учредителей Русской академической группы в США.
В 1935 году возглавила отдел в Геологической службе США, изучающий распределение редких элементов в угле, собирая образцы уголей и золы для анализа содержания элементов, который обнаружил германий и другие элементы в угольной золе. Сыграла важную роль в открытии и понимании структуры и происхождения угля.
Скончалась 26 ноября 1958 года в Вашингтоне, от болезни сердца.